# The Lightning Thief
The Lightning Thief – musical z muzyką i tekstami Roba Rokickiego oraz librettem Joego Tracza, oparty na powieści Ricka Riordana z 2005 pod tym samym tytułem (Złodziej pioruna). Opowiada historię 12-letniego chłopca, który odkrywa, że jest półbogiem i wyrusza na wyprawę w celu odnalezienia zaginionego pioruna piorunów  Zeusa.